# Elzanowo (powiat lipnowski)
Elzanowo – kolonia w Polsce położona w województwie kujawsko-pomorskim, w powiecie lipnowskim, w gminie Lipno.
W latach 1975–1998 miejscowość należała administracyjnie do województwa włocławskiego.

## Zabytki
Według rejestru zabytków NID na listę zabytków wpisany jest cmentarz ewangelicki (nieczynny) z 4 ćw. XIX w., nr rej.: 346/A z 29.06.1994.